# Tryne Sound
Tryne Sound är ett sund i Antarktis. Det ligger i Östantarktis. Australien gör anspråk på området.